# Юкагир (село)
Юкагир — село в Усть-Янському улусі Якутії. Є центром муніципального утворення сільське поселення Юкагирський національний (кочовий) наслег.

## Розташування
Розташоване на узбережжі Янської затоки моря Лаптєвих.

## Населення
| 2002 | 2007 | 2010 | 2012 | 2013 | 2014 | 2015 |
| ---- | ---- | ---- | ---- | ---- | ---- | ---- |
| 106  | ↗127 | ↗128 | ↘123 | ↘122 | ↘120 | ↗126 |
| 2016 | 2017 | 2018 |      |      |      |      |
| ↘123 | ↘122 | ↗124 |      |      |      |      |

## Цікаві факти
- 2002 року біля річки Муксунуоха за 30 км від селища Юкагир школярі Інокентій і Григорій Горохови знайшли голову самця мамонта. Радіовуглецевий аналіз дав абсолютний вік 18,3 тис. років. Добра збереженість голови юкагирського мамонта дозволила стати їй центральним експонатом всесвітньої виставки ЕКСПО-2005 у Японії[10].
- 2010 року члени громади юкагирів на березі моря Лаптєвих виявили мумію шерстистого мамонта масою 106 кг. Мамонтеня назвали за назвою громади Юка. Тварина загинула близько 39 тис. років тому у віці 6-9 років[11].
- У серпні 2011 року на березі озера Чукчалах знайдено бізона віком 9310 років. Це перший представник цього виду парнокопитних, знайдений з усіма частинами тіла і внутрішніми органами. Також виявлено рештки трупа дорослої кобили віком 4630 років[12].